# Guido Gezelle
Guido Pieter Theodorus Josephus Gezelle, född 1 maj 1830 i Brygge, död 27 november 1899, var en belgisk författare, journalist och präst.
Gezelle blev 1861 präst och lärare i Brygge; från 1872 var han vice pastor i Kortrijk. Gezelle var en äkta och genial lyriker med spontan naturkänsla, hembygdskärlek och djup religiositet. En fullständig upplaga av Gezelles verk utgavs i 14 band 1910.
Han grundade även flera tidskrifter, bland annat De Biekorf 1890.
Asteroiden 1672 Gezelle är uppkallad efter honom.